# White Gold: War in Paradise
White Gold: War in Paradise (Xenus II: Белое золото) est un jeu vidéo de tir à la première personne développé par Deep Shadows et édité par GFI, sorti en 2008 sur Windows.
Il fait suite à Boiling Point: Road to Hell.

## Accueil
- PC Gamer : 59 %[1]